# Charles Landseer

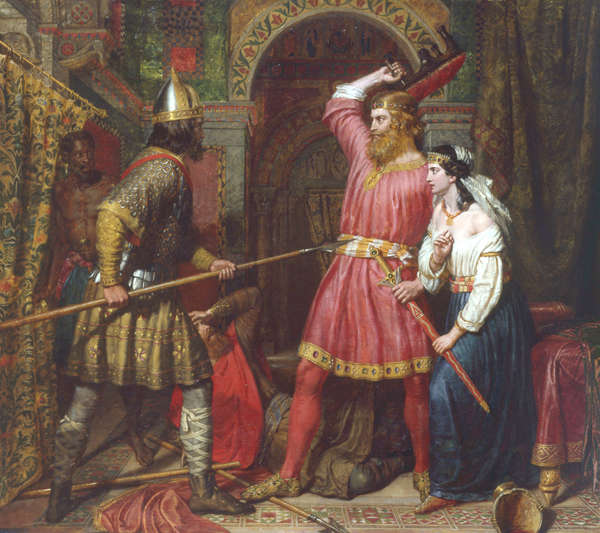
Assassinato de Alboin, rei dos lombardos, 1859.

Charles Landseer (Londres, 12 de agosto de 1799 – Londres, 22 de julho de 1879) foi um pintor, desenhista e aquarelista inglês.
Concluiu seus estudos na Real Academia de Artes, de Londres, em 1816, onde onde foi contemporâneo de Augustus Earle que ficaria famoso por ter sido o desenhista do pesquisador Charles Darwin, no primeiro trecho de sua viagem exploratória. Na Real Academia de Artes tornou-se membro associado em 1837, acadêmico em 1845 e reitor de 1851 a 1873.
Em 1825 chegou ao Rio de Janeiro, afiliado à missão diplomática britânica chefiada por Sir Charles Stuart encarregada de negociar o reconhecimento do novo Império do Brasil. Permaneceu no Brasil de julho de 1825 a maio de 1826. Executou mais de trezentos desenhos a bico de pena, lápis, carvão, bem como aquarelas e sépias, fixando paisagens e personalidades.